# Nunca tuve tanto Blues
Nunca tuve tanto Blues es el quinto álbum de estudio de la banda de blues rock Memphis la Blusera, publicado por Radio Trípoli Discos en 1993. El álbum fue grabado en estudios Del Cielito y Panda y mezclado en Panda entre septiembre y diciembre de 1992. Es el primer disco de la banda que llega más a la popularidad. Obtuvo un Disco de Oro.

## Lista de canciones
| N.º   | Título                        | Escritor(es)      | Duración |  |
| 1.    | «Boogie de la valija»         | Otero - Beiserman | 6:09     |  |
| 2.    | «Blues del árbol»             | Otero - Beiserman | 5:47     |  |
| 3.    | «Gin y cerveza»               | Otero - Beiserman | 3:56     |  |
| 4.    | «Blues del tren»              | Otero - Beiserman | 4:01     |  |
| 5.    | «Nunca tuve tanto Blues»      | Otero - Beiserman | 5:27     |  |
| 6.    | «Exactamente medianoche»      | Otero - Beiserman | 5:39     |  |
| 7.    | «Pálido y duro»               | Otero - Beiserman | 3:56     |  |
| 8.    | «A punto de estallar de amor» | Otero - Beiserman | 5:20     |  |
| 40:26 |                               |                   |          |  |

## Producción
- Julio Presas - Técnico
- Fabián Prado - Coordinación de producción
- Eduardo Anneta - idea y arte de tapa e interior
- Eduardo Anneta y Gonzalo M. Gil - Realización gráfica
- Osvaldo Basterrechea - Foto de tapa
- Andrés Mayo (Panda) - Mastering digital
- Mariano Grippo - Mánager personal